# Єнаково
Єна́ково (рос. Енаково, ерз. Енаково) — присілок у складі Темниковського району Мордовії, Росія. Входить до складу Аксьольського сільського поселення.
Населення — 28 осіб (2010; 58 у 2002).
Національний склад (станом на 2002 рік):
- татари — 76 %